# Replikační vidlice
Replikační vidlice je místo na dvoušroubovici DNA, kde právě probíhá replikace. Má tvar písmene Y, každé z „nožiček“ tohoto písmene představuje jedno z vláken DNA. Oddělení vláken z dvoušroubovice způsobují enzymy helikázy, tento tvar stabilizují SSB proteiny a samotné replikaci se věnuje DNA polymeráza. Tyto a další enzymy postupují v podobě této replikační vidlice po molekule DNA a replikují ji.